# بخش ارژانتان
بخش ارژانتان (به فرانسوی: Arrondissement d'Argentan) یک بخش در فرانسه است که در اورن واقع شده‌است.